# Ws da Igrejinha
DJ Ws da Igrejinha (Wallison Alexandre da Silva) é um DJ, compositor, produtor musical e empresário. Nascido e criado no Aglomerado da Serra em Belo Horizonte (Minas Gerais), lugar onde tudo se iniciou e onde foi ganhando notoriedade com as suas “Mtgs” e “Megas” considerado pelos amantes das suas faixas umas das maiores referências do funk brasileiro e de Minas Gerais.

## História
Desde o ano de 2017 ele vem se destacando cada vez mais no cenário do funk nacional, música após música, conquistando o público de BH sendo considerado um dos Djs de funk mais reconhecido da atualidade, emplacando vários hits como, “Set Bandido da Quebrada”, “Elas gosta assim”, “Se envolve”, entre outras, e devido ao grande prestígio e ascensão tem feito vários feat com artistas bastante reconhecidos na cena como, MC Rick, Mc Magrinho, Mc Fabinho da Osk, Mc Morena entre outros e mostrando que a força do talento vem rompendo várias barreiras!
Com mais de 100 milhões de visualizações nas plataformas, incluindo Soundcloud, Spotify e YouTube, o Dj Ws da Igrejinha ja esteve presente várias vezes nos palcos fazendo show em Mato Grossoc Brasília, Florianópolis, São Paulo, Belo Horizonte, Rio de Janeiro entre outras várias cidades, resultante de vários hits lançados.